# Girlscamp
Die Fernsehshow Girlscamp war eine deutsche Reality-Show, die vom 26. Januar bis 19. März 2001 auf Sat.1 ausgestrahlt wurde.

## Konzept und Ablauf
Das Konzept ist vergleichbar mit dem von Big Brother. Insgesamt zehn Frauen bewohnen eine luxuriös eingerichtete Villa auf der kanarischen Insel El Hierro am Meer und werden von 57 Videokameras gefilmt und beobachtet. Jede Woche wird eine Frau per Zuschauerabstimmung aus der Villa gewählt. Nach sieben Wochen kommt es zum Finale und die zuletzt verbliebene Dame wird zur Siegerin gekürt und erhält ein Preisgeld von 200.000 DM. Zusätzlich können sich per Videobotschaften Männer bei den Damen um ein Date bewerben und werden ggf. in das Haus eingeladen.
Die erste und einzige Staffel konnte die 21-jährige Anglistik-Studentin Anita gewinnen.
Die Sängerin Anastacia hatte einen Auftritt, bei dem sie im Studio den Song "Cowboys & Kisses" sang. 

## Moderation
Moderiert wurde das Format von Kena Amoa und Barbara Schöneberger. Amoa übernahm die täglichen Sendungen, während Schöneberger zweimal wöchtlich Interviews mit Freunden und Verwandten der Teilnehmerinnen sowie mit Gästen führte.

## Kritik
Spiegel Online kritisierte zur Premierensendung, dass die Vorankündigungen der Sendung ein falsches Bild der teilnehmenden Damen vermittelt haben. Man resümierte einen biederen Stilmix aus „0190er-Sextelefonie bizarr gepaart mit „Charlie’s Angels 2000“-Ästhetik.“
Wegen schwacher Zuschauerzahlen wurde die Sendung nach Ablauf der ersten Staffel beendet und eine Folgestaffel gestrichen.